# 乔治·塞门扎
乔治·塞门扎（1928年6月28日—2016年1月8日）是一位意大利-瑞士生物化学家，苏黎世联邦理工学院教授，曾任FEBS Letters总编辑。